# Антонівська сотня
Антонівська сотня — адміністративно-територіальна одиниця та військовий підрозділ Паволоцького полку Гетьманщини, утворений 1651 року.
У «Реєстрі» 1649 року Антонівська сотня уже згадана як бойова одиниця Білоцерківського полку у кількості 70 козаків. Антонову, ймовірно, підпорядковувалася і Сквира (30 козаків).

## Населені пункти
- Сотенний центр: містечко Антонів, нині — село Сквирського району Київської області.
- містечко Сквира, нині райцентр Київської області.